# 加里曼丹啄花鸟
加里曼丹啄花鸟（学名：Prionochilus xanthopygius），是啄花鸟科锯齿啄花鸟属的一种，分布于文莱、印度尼西亚和马来西亚。该物种的保护状况被评为无危。
加里曼丹啄花鸟的平均体重约为8.1克。栖息地包括亚热带或热带的沼泽林、亚热带或热带的湿润低地林和乡村花园。